# (467039) 2016 CM214
(467039) 2016 CM214 es un asteroide perteneciente al cinturón de asteroides, descubierto el 30 de enero de 2006 por el equipo Spacewatch desde el Observatorio Nacional de Kitt Peak (Arizona, Estados Unidos).